# Bexleyheath
Cet article possède un paronyme, voir Bexley.
Bexleyheath est le principal quartier de banlieue du sud est de Londres, en Angleterre, dans le Borough londonien de Bexley. 

## Présentation
Bexleyheath est situé sur la frontière de l'Inner London et de l'Outer London. Il est situé à 19.3 km (12 miles) dans la direction est-sud-est de la Charing Cross. La zone est identifiée dans le Plan londonien comme l'un des 35 grands centres urbains du Grand Londres. C'est la ville natale de Kate Bush.